# Collegio di Carshalton and Wallington
Carshalton and Wallington è un collegio elettorale situato nella Grande Londra, e rappresentato alla Camera dei comuni del Parlamento del Regno Unito. Elegge un membro del parlamento con il sistema first-past-the-post, ossia maggioritario a turno unico; l'attuale parlamentare è Bobby Dean dei Liberal Democratici, che rappresenta il collegio dal 2024.

## Estensione

Carshalton and Wallington dal 2010 al 2024

- 1983-2010: i ward del borgo londinese di Sutton di Beddington North, Beddington South, Carshalton Beeches, Carshalton Central, Carshalton North, Clockhouse, St Helier North, St Helier South, Wallington North, Wallington South, Wandle Valley, Woodcote e Wrythe Green.
- 2010-2024: i ward del borgo londinese di Sutton di Beddington North, Beddington South, Carshalton Central, Carshalton South and Clockhouse, St Helier, The Wrythe, Wallington North, Wallington South e Wandle Valley.
- dal 2024: i ward del borgo londinese di Sutton di Beddington; Carshalton Central; Carshalton South and Clockhouse; Hackbridge; St. Helier East; St. Helier West; South Beddington and Roundshaw; The Wrythe; Wallington North e Wallington South.[1]

## Membri del parlamento
| Elezione | Elezione | Deputato       | Partito             |
| -------- | -------- | -------------- | ------------------- |
|          | 1983     | Nigel Forman   | Conservatore        |
|          | 1997     | Tom Brake      | Liberal Democratici |
|          | 2019     | Elliot Colburn | Conservatore        |
|          | 2024     | Bobby Dean     | Liberal Democratici |

## Elezioni

### Elezioni negli anni 2020
| Partito                    | Partito                                         | Candidato                  | Risultati 4 luglio 2024 | Risultati 4 luglio 2024 |
| Partito                    | Partito                                         | Candidato                  | Voti                    | %                       |
| -------------------------- | ----------------------------------------------- | -------------------------- | ----------------------- | ----------------------- |
|                            | Lib Dem                                         | Bobby Dean                 | 20 126                  | 43,12                   |
|                            | Conservatore                                    | Elliot Colburn             | 12 221                  | 26,19                   |
|                            | Laburista                                       | Hersh Thaker               | 6 108                   | 13,09                   |
|                            | Reform UK                                       | Elizabeth Cooper           | 5 941                   | 12,73                   |
|                            | Verdi                                           | Tracey Hague               | 1 517                   | 3,25                    |
|                            | Workers                                         | Atif Rashid                | 441                     | 0,94                    |
|                            | Popoli Cristiani                                | Ashley Dickenson           | 231                     | 0,49                    |
|                            | Social Democratico                              | Steve Kelleher             | 85                      | 0,18                    |
|                            |                                                 |                            |                         |                         |
| Iscritti                   | Iscritti                                        | Iscritti                   | 74 362                  | 100,00                  |
| ↳ Votanti (% su iscritti)  | ↳ Votanti (% su iscritti)                       | ↳ Votanti (% su iscritti)  | 46 670                  | 62,76                   |
| ↳ Astenuti (% su iscritti) | ↳ Astenuti (% su iscritti)                      | ↳ Astenuti (% su iscritti) | 27 692                  | 37,24                   |
|                            |                                                 |                            |                         |                         |
|                            | Esito: collegio passa da Conservatore a Lib Dem |                            |                         |                         |

### Elezioni negli anni 2010
| Partito                    | Partito                                         | Candidato                  | Risultati 12 dicembre 2019 | Risultati 12 dicembre 2019 |
| Partito                    | Partito                                         | Candidato                  | Voti                       | %                          |
| -------------------------- | ----------------------------------------------- | -------------------------- | -------------------------- | -------------------------- |
|                            | Conservatore                                    | Elliott Colburn            | 20 822                     | 42,41                      |
|                            | Lib Dem                                         | Tom Brake                  | 20 193                     | 41,13                      |
|                            | Laburista                                       | Ahmad Wattoo               | 6 081                      | 12,39                      |
|                            | Brexit                                          | James Woudhuysen           | 1 043                      | 2,12                       |
|                            | Verdi                                           | Tracey Hague               | 759                        | 1,55                       |
|                            | Popoli Cristiani                                | Ashley Dickenson           | 200                        | 0,41                       |
|                            |                                                 |                            |                            |                            |
| Iscritti                   | Iscritti                                        | Iscritti                   | 72 941                     | 100,00                     |
| ↳ Votanti (% su iscritti)  | ↳ Votanti (% su iscritti)                       | ↳ Votanti (% su iscritti)  | 49 098                     | 67,31                      |
| ↳ Astenuti (% su iscritti) | ↳ Astenuti (% su iscritti)                      | ↳ Astenuti (% su iscritti) | 23 843                     | 32,69                      |
|                            |                                                 |                            |                            |                            |
|                            | Esito: collegio passa da Lib Dem a Conservatore |                            |                            |                            |

| Partito                    | Partito                                         | Candidato                  | Risultati 8 giugno 2017 | Risultati 8 giugno 2017 |
| Partito                    | Partito                                         | Candidato                  | Voti                    | %                       |
| -------------------------- | ----------------------------------------------- | -------------------------- | ----------------------- | ----------------------- |
|                            | Lib Dem                                         | Tom Brake                  | 20 819                  | 41,02                   |
|                            | Conservatore                                    | Matthew Maxwell-Scott      | 19 450                  | 38,32                   |
|                            | Laburista                                       | Emine Ibrahim              | 9 360                   | 18,44                   |
|                            | Verdi                                           | Shasha Khan                | 501                     | 0,99                    |
|                            | Indipendente                                    | Nick Mattey                | 434                     | 0,86                    |
|                            | Popoli Cristiani                                | Ashley Dickenson           | 189                     | 0,37                    |
|                            |                                                 |                            |                         |                         |
| Iscritti                   | Iscritti                                        | Iscritti                   | 70 849                  | 100,00                  |
| ↳ Votanti (% su iscritti)  | ↳ Votanti (% su iscritti)                       | ↳ Votanti (% su iscritti)  | 50 753                  | 71,64                   |
| ↳ Astenuti (% su iscritti) | ↳ Astenuti (% su iscritti)                      | ↳ Astenuti (% su iscritti) | 20 096                  | 28,36                   |
|                            |                                                 |                            |                         |                         |
|                            | Esito: collegio passa da Conservatore a Lib Dem |                            |                         |                         |

| Partito                    | Partito                              | Candidato                  | Risultati 7 maggio 2015 | Risultati 7 maggio 2015 |
| Partito                    | Partito                              | Candidato                  | Voti                    | %                       |
| -------------------------- | ------------------------------------ | -------------------------- | ----------------------- | ----------------------- |
|                            | Lib Dem                              | Tom Brake                  | 16 603                  | 34,87                   |
|                            | Conservatore                         | Matthew Maxwell-Scott      | 15 093                  | 31,70                   |
|                            | Laburista                            | Siobhan Tate               | 7 150                   | 15,02                   |
|                            | UKIP                                 | William Main-Ian           | 7 049                   | 14,80                   |
|                            | Verdi                                | Ross Hemingway             | 1 492                   | 3,13                    |
|                            | Popoli Cristiani                     | Ashley Dickenson           | 177                     | 0,37                    |
|                            | Fronte Nazionale                     | Richard Edmonds            | 49                      | 0,10                    |
|                            |                                      |                            |                         |                         |
| Iscritti                   | Iscritti                             | Iscritti                   | 69 981                  | 100,00                  |
| ↳ Votanti (% su iscritti)  | ↳ Votanti (% su iscritti)            | ↳ Votanti (% su iscritti)  | 47 613                  | 68,04                   |
| ↳ Astenuti (% su iscritti) | ↳ Astenuti (% su iscritti)           | ↳ Astenuti (% su iscritti) | 22 368                  | 31,96                   |
|                            |                                      |                            |                         |                         |
|                            | Esito: collegio confermato a Lib Dem |                            |                         |                         |

| Partito                    | Partito                              | Candidato                  | Risultati 6 maggio 2010 | Risultati 6 maggio 2010 |
| Partito                    | Partito                              | Candidato                  | Voti                    | %                       |
| -------------------------- | ------------------------------------ | -------------------------- | ----------------------- | ----------------------- |
|                            | Lib Dem                              | Tom Brake                  | 22 180                  | 48,30                   |
|                            | Conservatore                         | Kenneth Andrew             | 16 920                  | 36,85                   |
|                            | Laburista                            | Shafi Khan                 | 4 015                   | 8,74                    |
|                            | UKIP                                 | Frank Day                  | 1 348                   | 2,94                    |
|                            | BNP                                  | Charlotte Lewis            | 1 100                   | 2,40                    |
|                            | Verdi                                | George Dow                 | 355                     | 0,77                    |
|                            |                                      |                            |                         |                         |
| Iscritti                   | Iscritti                             | Iscritti                   | 66 524                  | 100,00                  |
| ↳ Votanti (% su iscritti)  | ↳ Votanti (% su iscritti)            | ↳ Votanti (% su iscritti)  | 45 918                  | 69,02                   |
| ↳ Astenuti (% su iscritti) | ↳ Astenuti (% su iscritti)           | ↳ Astenuti (% su iscritti) | 20 606                  | 30,98                   |
|                            |                                      |                            |                         |                         |
|                            | Esito: collegio confermato a Lib Dem |                            |                         |                         |

### Elezioni negli anni 2000
| Partito                    | Partito                              | Candidato                  | Risultati 5 maggio 2005 | Risultati 5 maggio 2005 |
| Partito                    | Partito                              | Candidato                  | Voti                    | %                       |
| -------------------------- | ------------------------------------ | -------------------------- | ----------------------- | ----------------------- |
|                            | Lib Dem                              | Tom Brake                  | 17 357                  | 40,31                   |
|                            | Conservatore                         | Kenneth Andrew             | 16 289                  | 37,83                   |
|                            | Laburista                            | Andrew Theobald            | 7 396                   | 17,18                   |
|                            | UKIP                                 | Francis Day                | 1 111                   | 2,58                    |
|                            | Verdi                                | Robert Steel               | 908                     | 2,11                    |
|                            |                                      |                            |                         |                         |
| Iscritti                   | Iscritti                             | Iscritti                   | 67 243                  | 100,00                  |
| ↳ Votanti (% su iscritti)  | ↳ Votanti (% su iscritti)            | ↳ Votanti (% su iscritti)  | 43 061                  | 64,04                   |
| ↳ Astenuti (% su iscritti) | ↳ Astenuti (% su iscritti)           | ↳ Astenuti (% su iscritti) | 24 182                  | 35,96                   |
|                            |                                      |                            |                         |                         |
|                            | Esito: collegio confermato a Lib Dem |                            |                         |                         |

| Partito                    | Partito                              | Candidato                  | Risultati 7 giugno 2001 | Risultati 7 giugno 2001 |
| Partito                    | Partito                              | Candidato                  | Voti                    | %                       |
| -------------------------- | ------------------------------------ | -------------------------- | ----------------------- | ----------------------- |
|                            | Lib Dem                              | Tom Brake                  | 18 289                  | 45,03                   |
|                            | Conservatore                         | Kenneth Andrew             | 13 742                  | 33,84                   |
|                            | Laburista                            | Margaret Cooper            | 7 466                   | 18,38                   |
|                            | Verdi                                | Simon Dixon                | 614                     | 1,51                    |
|                            | UKIP                                 | Martin Haley               | 501                     | 1,23                    |
|                            |                                      |                            |                         |                         |
| Iscritti                   | Iscritti                             | Iscritti                   | 67 337                  | 100,00                  |
| ↳ Votanti (% su iscritti)  | ↳ Votanti (% su iscritti)            | ↳ Votanti (% su iscritti)  | 40 612                  | 60,31                   |
| ↳ Astenuti (% su iscritti) | ↳ Astenuti (% su iscritti)           | ↳ Astenuti (% su iscritti) | 26 725                  | 39,69                   |
|                            |                                      |                            |                         |                         |
|                            | Esito: collegio confermato a Lib Dem |                            |                         |                         |

## Risultati dei referendum

### Referendum sulla permanenza del Regno Unito nell'Unione europea del 2016
|             | Collegio                  | Lasciare UE % | Rimanere in UE % |
| ----------- | ------------------------- | ------------- | ---------------- |
|             | Carshalton and Wallington | 56,3%         | 43,7%            |
| Inghilterra | 53,3%                     | 46,7%         |                  |
| Regno Unito | 51,9%                     | 48,1%         |                  |